# Селдрайерс, Кевин
Кевин Селдрайерс (нидерл. Kevin Seeldraeyers; род. 12 сентября 1986, Бом, Фламандский регион) — бельгийский шоссейный велогонщик, выступает на профессиональном уровне начиная с 2007 года. Победитель двух этапов «Тура Австрии», участник гранд-туров «Джиро д’Италия», «Тур де Франс» и «Вуэльта Испании», лучший молодой гонщик «Джиро д’Италия 2009», победитель и призёр многих стартов национального и международного значения.

## Биография
Кевин Селдрайерс родился 12 сентября 1986 года в городе Боме провинции Антверпен. 
Активно выступать на международных соревнованиях начал с 2006 года, в составе любительской команды Beveren 2000 одержал победу на втором этапе «Джиро делла Валле д’Аоста» и стал вторым на «Туре Перенеев». Год спустя подписал контракт с профессиональным бельгийским клубом Quick Step-Innergetic, выступил на престижной многодневной гонке «Тур Джорджии» в США, где занял пятое место, тогда как в 2008 году впервые побывал на гранд-туре — полностью проехал супервеломногодневку «Джиро д’Италия».
Сезон 2009 года оказался в карьере Селдрайерса одним из самых лучших, он был признан лучшим молодым гонщиком «Джиро д’Италия» и занял четырнадцатое место в генеральной классификации. Кроме того, он показал четвёртый результат в общем зачёте «Тура Австрии» и разместился на седьмой позиции в зачёте многодневки «Париж — Ницца», где тоже удостоился звания лучшего молодого гонщика. В сезоне 2010 года громких побед не одерживал, но проехал полностью престижнейшую гонку «Тур де Франс». В 2011 году из наиболее значимых результатов — девятое место в генеральной классификации «Вуэльты Каталонии», двадцать третье место в генеральной классификации «Вуэльты Испании». На «Джиро д’Италия» в этом сезоне был пятидесятым. 
В период 2012—2013 годов Селдрайерс представлял казахстанскую «Астану», запомнился выступлением на «Туре Австрии»: выиграл первый и второй этапы, стал лидером очковой и горной классификаций, а также занял третье место в генеральной классификации. Использовался командой на гранд-турах «Джиро д’Италия» и «Вуэльта Испании», в итоговом протоколе этих гонок расположился на 33 и 39 позициях соответственно.
Весь 2014 год Кевин Селдрайерс провёл в континентальной бельгийской команде Wanty-Groupe Gobert и по этой причине в крупных соревнованиях не участвовал. Из менее значимых результатов — попадание в десятку сильнейших на гонке второй категории «Букле де ла Майен». В 2015 году перешёл в профессиональную турецкую команду Torku-Şekerspor, выступил на таких престижных гонках как «Тур Лангкави» и «Тур Турции».